# ۱۴ اسفند
۱۴ اسفند سیصد و پنجاهمین روز سال در گاه‌شماری خورشیدی است. به پایان سال ۱۵ روز (۱۶ روز در سال کبیسه) باقی‌است.

## رویدادها
- ۱۳۵۷ - تأسیس کمیته امداد امام خمینی به دستور سید روح‌الله خمینی‌
- ۱۳۵۹ - رویدادهای ۱۴ اسفند پس از سخنرانی بنی صدر
- ۱۳۶۷. شروع نبرد جلال‌آباد (۵ مارچ ۱۹۸۹) (تا ۸ اسد ۱۳۶۸). حمله ناموفق و پر تلفات نیروهای حکمتیار و سیاف و القاعده برای تصرف جلال‌آباد از تسلط سربازان دولت تحت حمایت شوروی در افغانستان.
- ۱۳۷۵ - سقوط یک فروند هواپیمای داسو فالکن-۲۰ ارتش جمهوری اسلامی ایران در اردبیل[۱]

## زادروزها
- ۱۳۱۵ - پرویز شهدی، مترجم معاصر
- ۱۳۲۹ - فرخنده فرمانی‌زاده، بازیگر
- ۱۳۵۴ - محسن نامجو، آهنگساز، نوازنده، شاعر، خواننده و فعال اجتماعی

## درگذشت‌ها
- ۵۲۹ قبل از میلاد - کوروش بزرگ، شاه بزرگ ایران [نیازمند منبع]
- ۱۳۴۵ - محمد مصدق، دولت‌مرد و نخست‌وزیر (زادهٔ ۱۲۶۱).[۲]
- ۱۳۵۳ - عباس شهریاری، عامل ساواک
- ۱۳۸۸ - محمد خوانساری، استاد دانشگاه تهران، عضو پیوسته فرهنگستان زبان و ادبیات فارسی
- ۱۳۹۴ - عباس واعظ طبسی، از اعضای مجلس خبرگان رهبری
- ۱۳۹۴. طه جابر العلوانی، متفکر مسلمان عراقی
- ۱۴۰۲ - مصطفی‌قلی خسروی، چهارمین رئیس اتحادیه مشاوران املاک تهران، از اعضای گارد جاویدان پهلوی و ملقب به پدر املاک ایران

## مناسبت‌ها
- روز احسان و نیکوکاری.[۳]
- روز بناهای فرهنگی هنری